# CKY 4: Latest & Greatest
CKY 4: Latest & Greatest är en amerikansk skateboardfilm från 2002. Den fjärde filmen av hittills fyra i serien.

## Handling
CKY 4: Latest & Greatest är den fjärde skateboardfilmen med gänget från West Chester i USA. I filmen utför de olika trick, stunt och skämt. Till exempel så pissar Raab på ett elektriskt staket. 
Filmen innehåller även re-makes på gamla stunts exempelvis "Gay Fags". I filmen finns även fler "Gnarkill"-videor som Skeletor vs. Beastman. Det finns även en del skateboardåkande.

## Om filmen
Detta är fortsättningen på tredje filmen, CKY 3, stuntfilmserien som har blivit omåttligt populära och som gav idéerna till TV-programmet Jackass.

## Rollista (i urval)
- Bam Margera
- Brandon Dicamillo
- Ryan Dunn
- Chris Raab
- Jess Margera
- Phil Margera
- Rake Yohn
- Tony Hawk
- Jimmy Pop
- Brandon Novak